# سوبورا (فیلم)
سوبورا (به ایتالیایی: Suburra) نام فیلمی است در ژانر نئو-نوآر و جنایی محصول ۲۰۱۵ سینمای ایتالیا. فیلم را استفانو سولیما کارگردانی کرده است. داستان فیلم از رمانی به همین نام با نویسندگی مشترک کارلو بونینی و جانکارلو د کاتالدو اخذ شده‌است. داستان سوبورا با الهام از روابط میان جرایم سازمان‌یافته و سیاست در رم در خلال سال ۲۰۱۱ میلادی الهام گرفته شده‌است. اعتبار مالی فیلم از سوی نت‌فلیکس و رای تأمین شده‌است. در این فیلم پیرفرانچسکو فاوینو، الیو جرمانو و کلاودیو آمندولا به ایفای نقش پرداخته‌اند.
نام فیلم برگرفته از نام سوبورا، بخشی از حومهٔ شهر رم در دورهٔ باستان است.